# (213255) Kimiyayui
(213255) Kimiyayui est un astéroïde de la ceinture principale, de la famille de Hungaria.

## Description
(213255) Kimiyayui est un astéroïde de la ceinture principale, de la famille de Hungaria. Il présente une orbite caractérisée par un demi-grand axe de 1,90 UA, une excentricité de 0,08 et une inclinaison de 21,8° par rapport à l'écliptique.
Il est nommé d'après Kimiya Yui, astronome amateur et astronaute de la JAXA.

## Compléments